# Diócesis de Purnea
La diócesis de Purnea (en latín: Dioecesis Purneaënsis y en inglés: Roman Catholic Diocese of Purnea) es una circunscripción eclesiástica de la Iglesia católica en India. Se trata de una diócesis latina, sufragánea de la arquidiócesis de Patna. Desde el 8 de diciembre de 2021 es sede vacante y su administrador diocesano es el presbítero es Sahayaraj Constantine.

## Territorio y organización
La diócesis tiene 15 733 km² y extiende su jurisdicción sobre los fieles católicos de rito latino residentes en el estado de Bihar en los distritos de: Purnia, Katihar, Kishanganj y Araria.
La sede de la diócesis se encuentra en la ciudad de Purnia (o Purnea), en donde se halla la Catedral de San Pedro.
En 2021 en la diócesis existían 17 parroquias.

## Historia
La diócesis fue erigida el 27 de junio de 1998 con la bula Optatis concedere del papa Juan Pablo II, obteniendo el territorio de la diócesis de Dumka.
Originalmente sufragánea de la arquidiócesis de Ranchi, pasó a formar parte de la provincia eclesiástica de Patna el 16 de marzo de 1999.

## Estadísticas
Según el Anuario Pontificio 2022 la diócesis tenía a fines de 2021 un total de 30 475 fieles bautizados.
| Año                                                                             | Población            | Población  | Población      | Sacerdotes | Sacerdotes    | Sacerdotes    | Bautizados por sacerdote | Diáconos permanentes | Religiosos | Religiosos | Parroquias |
| Año                                                                             | Bautizados católicos | Total      | % de católicos | Total      | Clero secular | Clero regular | Bautizados por sacerdote | Diáconos permanentes | Varones    | Mujeres    | Parroquias |
| ------------------------------------------------------------------------------- | -------------------- | ---------- | -------------- | ---------- | ------------- | ------------- | ------------------------ | -------------------- | ---------- | ---------- | ---------- |
| 1999                                                                            | 16 115               | 629 569    | 2.6            | 46         | 42            | 4             | 350                      |                      | 8          | 51         | 9          |
| 2000                                                                            | 17 524               | 629 569    | 2.8            | 38         | 33            | 5             | 461                      |                      | 9          | 50         | 9          |
| 2001                                                                            | 21 273               | 665 541    | 3.2            | 41         | 36            | 5             | 518                      |                      | 9          | 51         | 12         |
| 2002                                                                            | 22 253               | 8 326 843  | 0.3            | 41         | 36            | 5             | 542                      |                      | 9          | 51         | 12         |
| 2003                                                                            | 23 823               | 8 626 501  | 0.3            | 38         | 33            | 5             | 626                      |                      | 9          | 51         | 14         |
| 2004                                                                            | 24 391               | 8 349 215  | 0.3            | 37         | 32            | 5             | 659                      |                      | 9          | 53         | 14         |
| 2010                                                                            | 25 480               | 8 902 000  | 0.3            | 46         | 36            | 10            | 553                      |                      | 15         | 77         | 16         |
| 2013                                                                            | 25 774               | 9 269 000  | 0.3            | 48         | 39            | 9             | 536                      |                      | 15         | 87         | 16         |
| 2016                                                                            | 25 945               | 9 634 000  | 0.3            | 56         | 43            | 13            | 463                      |                      | 17         | 81         | 16         |
| 2019                                                                            | 26 580               | 9 982 760  | 0.3            | 60         | 45            | 15            | 443                      |                      | 20         | 91         | 17         |
| 2021                                                                            | 30 475               | 10 198 890 | 0.3            | 57         | 42            | 15            | 534                      |                      | 20         | 93         | 17         |
| Fuente: Catholic-Hierarchy, que a su vez toma los datos del Anuario Pontificio. |                      |            |                |            |               |               |                          |                      |            |            |            |

## Episcopologio
- Vincent Barwa (27 de junio de 1998-29 de septiembre de 2004 nombrado obispo auxiliar de Ranchi[nota 2])
  - Sede vacante (2004-2007)
- Angelus Kujur, S.I. (20 de enero de 2007-8 de diciembre de 2021 retirado)
  - Sede vacante, desde 2021